# Armide (Lully)
Armide és una tragèdia lírica de Jean-Baptiste Lully. Està dividida en 1 pròleg i 5 actes. El llibret és de Philippe Quinault, basat en Jerusalem alliberada de Torquato Tasso. Es va estrenar a l'Òpera de París el 15 de febrer de 1686.

## Personatges
- La Glòria (soprano)
- La Saviesa (soprano)
- La màgica Armida, neboda d'Hidraot (soprano)
- El cavaller Renaud (haute-contre o tenor agut)
- Phénice, confident d'Armida (soprano)
- Sidonie, confident d'Armida (soprano)
- El màgic Hidraot, rei de Damasc (baríton)
- Aronte, guarda dels cavallers captius d'Armida (tenor)
- El cavaller Artémidore (tenor)
- L'Odi (tenor)
- El cavaller Ubalde (baríton)
- El cavaller danès, company d'Ubalde (haute-contre o tenor agut)
- Un dimoni en forma de nimfa d'aigua (soprano)
- Un dimoni en forma de Lucinde, l'estimada del cavaller danès (soprano)
- Un dimoni en forma de Melissa, estimada d'Ubalde (soprano)
- Herois que segueixen la Glòria, nimfes que segueixen la Saviesa; gent de Damasc; dimonis amb aparença de nimfes i de pastors, dimonis voladors amb aparença de zèfirs; seguidors de l'Odi, les Fúries, Crueltat, Venjança, Còlera, etc.; dimonis amb aparença de camperols; Plaers, dimonis amb aparença d'enamorats.

## Sinopsi
El Pròleg transcorre en un palau, Glòria i Saviesa assistides pels seus seguidors celebren el seu poder relatiu sobre un heroi anònim (Lluís XIV): en temps de guerra, Glòria preval, mentre que Saviesa domina en temps de pau.
Seguidament ens trobam a l'acte I en una gran plaça, decorada amb un arc de triomf. Phénice i Sidonie feliciten Armida per fer servir els seus encants i el seu poder sobre el món subterrani per a capturar gairebé tots els cavallers al camp de Godefroy. Renaud, el cavaller més famós del camp de Godefroy, escapa a Armida; Armida conta a Phénice i Sidonie un somni que ha tingut, en què s'enamora de Renaud mentre aquest gairebé l'assassina. Quan Hidraot diu que desitja veure casada la seva neboda, Armida mostra interès només pel ‘conqueridor de Renaud (si és que algú pot). La gent de Damasc tracta de tranquil·litzar Armida, tot elogiant la seva bellesa i les glorioses victòries. Quan Aronte porta la notícia que Renaud tot sol va alliberar els cavallers captius, tots prometen venjança.
Després en l'acte II l'acció comença en el camp, on un riu forma una agradable illa. Renaud assegura Artémidore, a qui ha alliberat de la captivitat, que és indiferent als encants d'Armida. Els dimonis, seguint les instruccions d'Armida i Hidraot, adopten una aparença exterior agradable i fan dormir Renaud. Armida apareix devora Renaud amb un punyal a la mà, però és sobrepassada per l'amor que sent envers ell, i no pot matar-lo. Els dimonis es transformen en zèfirs i transporten tots dos a un desert llunyà on Armida hauria d'ocultar la seva vergonya.
En el tercer acte, en un desert. Armida es declara incapaç d'odiar Renaud. Llavors confessa a Phénice i Sidonie que tanmateix s'avergonyeix de gaudir de l'amor de Renaud, ja que necessita la màgia per a guanyar-lo. Armida crida l'Odi per salvar-la de l'amor. L'Odi i els seus seguidors tracten d'obeir, però Armida els atura. L'Odi li diu a Armida que mai més el cerqui per a ajudar-la, i desapareix.
En l'acte 4 un altre cop al desert. Ubalde i el cavaller danès cerquen Renaud. Armida ha omplert el desert de trampes, i els cavallers han d'enfrontar-se primer amb monstres i abismes, i després amb la seducció. Lucinde i els dimonis prenen l'aparença de camperols en un intent de seduir el cavaller danès, però Ubalde fa servir una vareta màgica per fer desaparèixer els dimonis. Aleshores Melissa tracta de seduir Ubalde, però el cavaller danès el rescata.
Finalment a l'acte 5 al palau encantat d'Armida. En l'única escena d'amor de l'òpera, Renaud, desarmat i amb adorns de flors, respon a les premonicions d'Armida. Les declaracions mútues d'amor no són suficients per tranquil·litzar-la. Armida parteix a consultar el món subterrani, deixant Plaers i amants per a entretenir Renaud en la seva absència. Ubalde i el cavaller danès troben Renaud i desfan l'encanteri que Armida ha llançat sobre ell. Quan Armida torna, Renaud mostra llàstima per ella, declara que Glòria requereix amor per a cedir a l'obligació, i parteix.

## Comentaris
La darrera tragèdia de Jean-Baptiste Lully i Quinault va ser considerada durant el segle xviii com la seva obra mestra. És la seva única òpera concentrada en el desenvolupament psicològic d'un personatge. El rei Lluís XIV va triar el tema. És l'única tragèdia de Lully que finalitza de forma íntima. Armida representa l'estil de màxima maduresa de Lully i Quinault.